# Emil Schrödter
Emil Schrödter (* 26. Februar 1855 in Düsseldorf; † 31. Oktober 1928 in Mehlem) war ein deutscher Verbandsfunktionär der Schwerindustrie.

## Leben
Schrödter war ein Sohn des aus Schwedt/Oder gebürtigen Mechanikers Alexander Emil Schrödter (1812–1858) und dessen Ehefrau Constanza Anna, geborene Bewer (1820–1899), aus Düsseldorf. Der bekannte Maler Adolph Schroedter war sein Onkel väterlicherseits. Schrödter studierte nach Erlangung des Reifezeugnis in 1872 an der Realschule an der Klosterstraße, von 1873 bis 1875 Maschinenbau am Polytechnikum Karlsruhe und Hüttenwesen an der Gewerbeakademie Berlin. Nach dem Wehrdienst als Einjährig-Freiwilliger 1876 arbeitete er als Ingenieur bei der Maschinenfabrik Ernst Schieß in Düsseldorf-Oberbilk und wechselte dann in die Eisenindustrie zu den S. Huldschinsky & Söhne Röhren-Walzwerken in Gleiwitz.
Krankheitsbedingt beendete Schrödter seine Industrietätigkeit und ging 1881 zum Verein Deutscher Eisenhüttenleute. Er war von 1885 bis 1897 dessen Geschäftsführer und leitete als Geschäftsführendes Vorstandsmitglied von 1898 bis 1916 den Verein, den er zu einer national und international beachteten Interessenvertretung der deutschen Eisen- und Stahlindustrie ausbaute. 1894 gründete er die Eisenhütte Oberschlesien und 1904 die Südwestdeutsch-Luxemburgische Eisenhütte (später Eisenhütte Südwest). Schrödter baute internationale Verbindungen auf, wie zu den technischen Verbänden der damals führenden Stahlindustrien in Großbritannien und den USA. Von 1885 bis 1910 war er verantwortlich für den technischen Teil der seit 1881 vom Verein Deutscher Eisenhüttenleute herausgegebenen, weltweit verbreiteten Fachzeitschrift Stahl und Eisen. 1908 gründete er den heute noch bestehenden Verlag Stahleisen.
Schrödter war führend an der Gründung und Geschäftsleitung verschiedener Syndikate und Verbände beteiligt. Von 1887 bis 1888 war er Geschäftsführer des Rheinisch-Westfälischen Roheisenverbandes, einem der Vorläufer des Stahlwerksverbands und der Walzstahl-Vereinigung, sowie von 1914 bis 1920 Vorsitzender der Vereinigung deutscher Edelstahlwerke, der Edelstahlvereinigung. Zudem war er Geschäftsführer der Düsseldorfer Börse. Seit 1888 unterstützte Schrödter die Kooperation einiger Maschinenbauunternehmen in wirtschaftlichen Fragen. Diese mündete 1890 in die Gründung des Vereins Rheinisch-Westfälischer Maschinenbauanstalten, seit 1892 Verein deutscher Maschinenbau-Anstalten (VdMA), dessen Geschäftsführung Schrödter bis 1909 innehatte. Des Weiteren war er Geschäftsführer des Halbzeugverbandes (um 1900) und des Vereins deutscher Eisenportlandzementwerke (1901–1918).
Darüber hinaus war Schrödter von 1896 bis 1918 Düsseldorfer Stadtverordneter für die Liberale Partei, später gleichzeitig als Vertreter Düsseldorfs auch Mitglied des Provinziallandtages der Rheinprovinz (1916–1918). Ferner war er Mitglied der Sachverständigenkommission des Kaiserlichen Statistischen Amtes.

## Ehrungen
- Dr.-Ing. E. h. der RWTH Aachen (1903)
- Ehrenmitglied des American Institute of Mining, Metallurgical, and Petroleum Engineers (1909)
- Ehrenmitglied des Verbandes Deutscher Maschinen- und Anlagenbau (1911)
- Ehrenmitglied des American Iron and Steel Institute (1912)
- Ehrenmitglied des Vereins Deutscher Eisenhüttenleute (1917)
- Goldene Carl-Lueg-Denkmünze (1906)
- Roter Adlerorden II. Kl.

## Quelle
- Manfred Toncourt: Schrödter, Emil. In: Neue Deutsche Biographie (NDB). Band 23, Duncker & Humblot, Berlin 2007, ISBN 978-3-428-11204-3, S. 580 (Digitalisat).